# Euscorpius avcii
Espèce
Euscorpius avcii est une espèce de scorpions de la famille des Euscorpiidae.

## Distribution

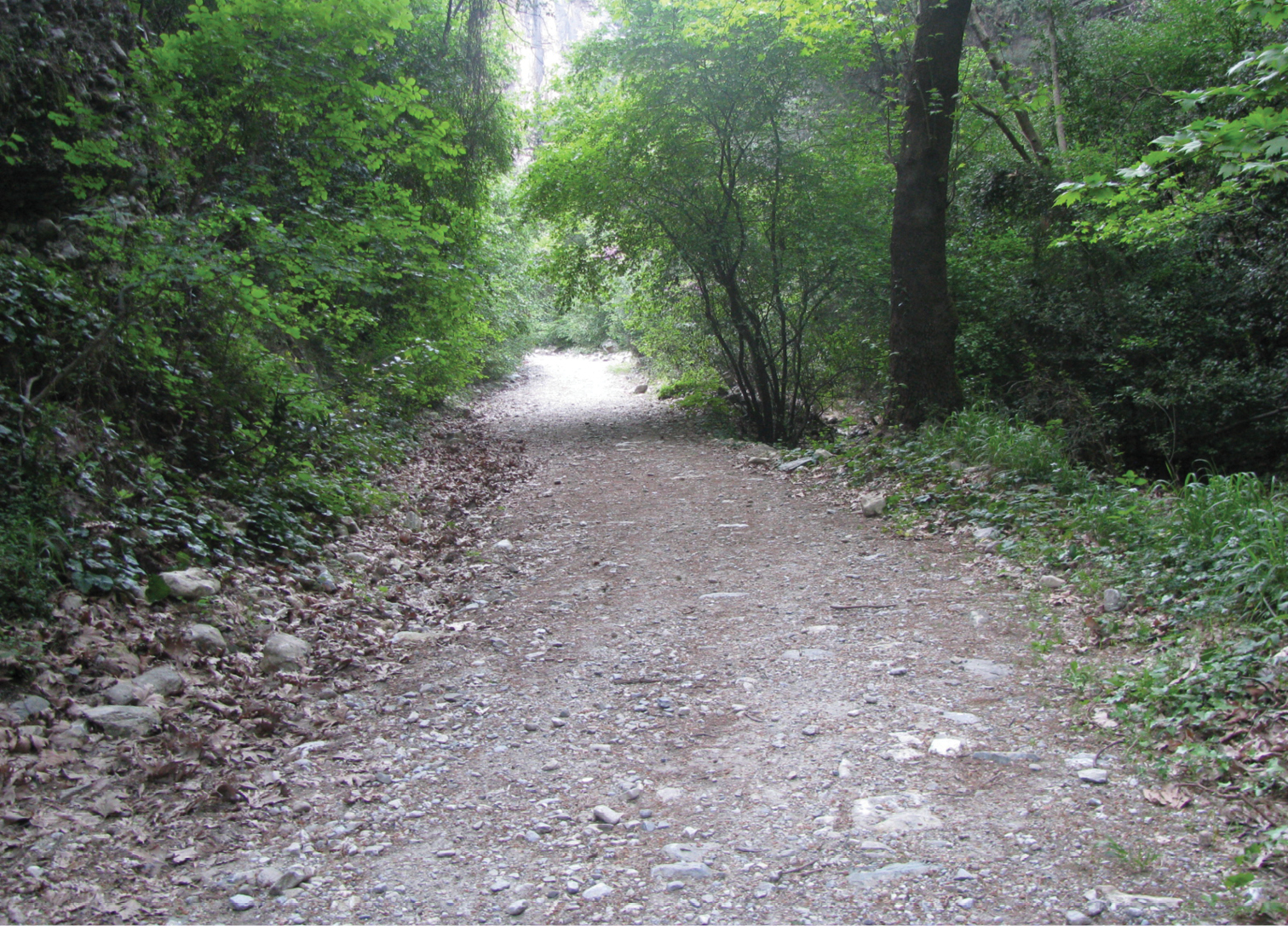
Habitat de Euscorpius avcii à Kuşadası

Cette espèce se rencontre en Turquie dans la province d'Aydın à Kuşadası dans la péninsule Dilek et en Grèce à Samos.

## Description

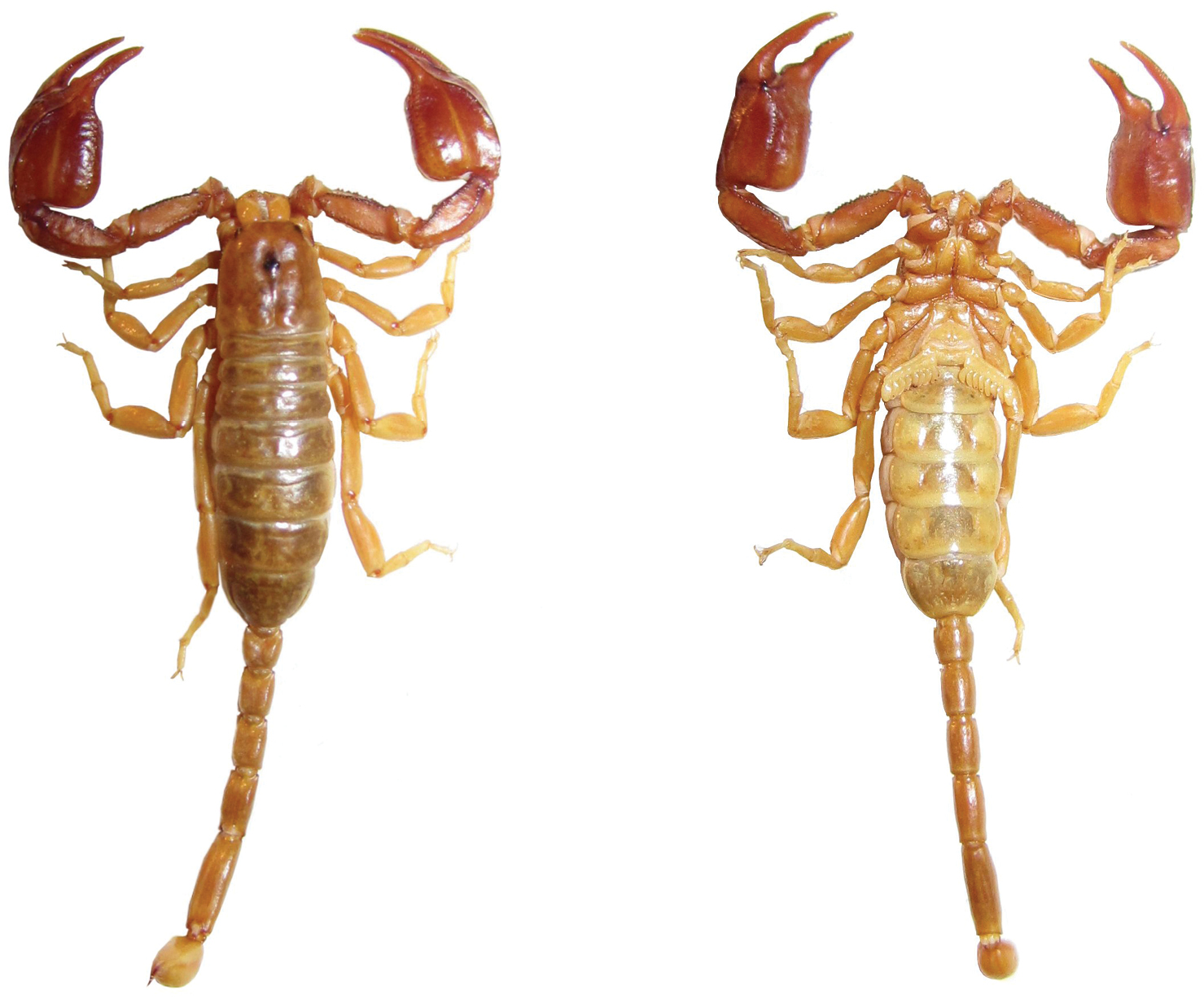
Euscorpius avcii ♂

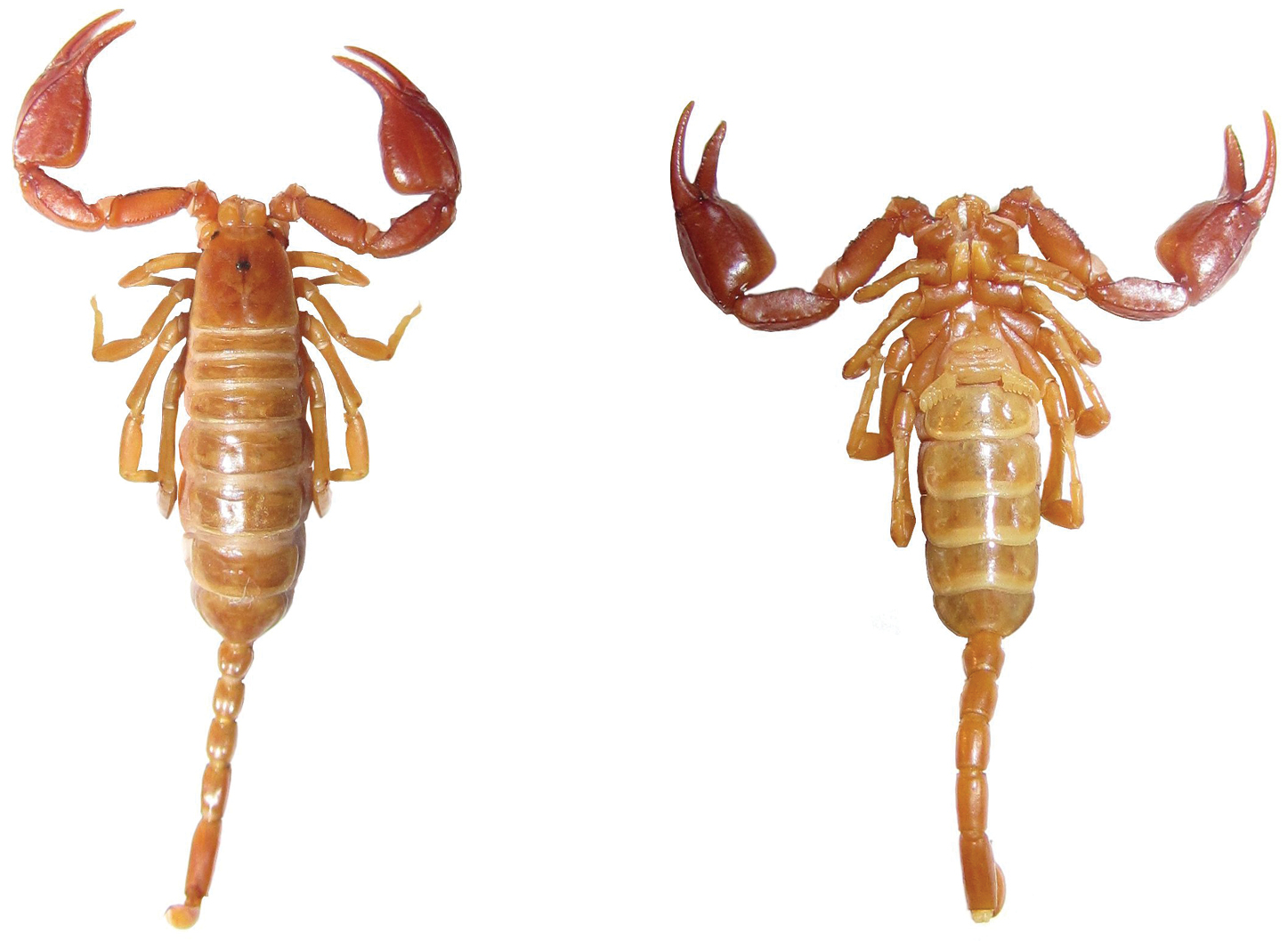
Euscorpius avcii ♀

Le mâle holotype mesure 26,18 mm, le mâle paratype 27,70 mm et la femelle paratype 23,65 mm. Euscorpius avcii mesure de 24 à 28 mm.

## Étymologie
Cette espèce est nommée en l'honneur d'Aziz Avcı.

## Publication originale
- Tropea, Yağmur, Koç, Yeşilyurt & Rossi, 2012 : A new species of Euscorpius Thorell, 1876 (Scorpiones, Euscorpiidae) from Turkey. ZooKeys, no 219, p. 63-80 (texte intégral).